# Setophaga graciae
Setophaga graciae là một loài chim trong họ Parulidae.